# Mascarón de proa
El mascarón de proa es una figura decorativa generalmente tallada en madera y ornamentada o pintada que llevaban antiguamente los buques en la parte alta del tajamar, según la jerarquía de la embarcación que engalanaba.
Su uso fue muy generalizado entre los siglos XVI al XIX en los galeones que surcaron los mares. Paulatinamente fue desapareciendo con la irrupción de los buques de acero de la Primera Guerra Mundial.[cita requerida]
Tenía el doble objeto de decorar y servir como identificación a una sociedad marinera, en aquellas épocas no alfabetizada en su conjunto.

## Imágenes

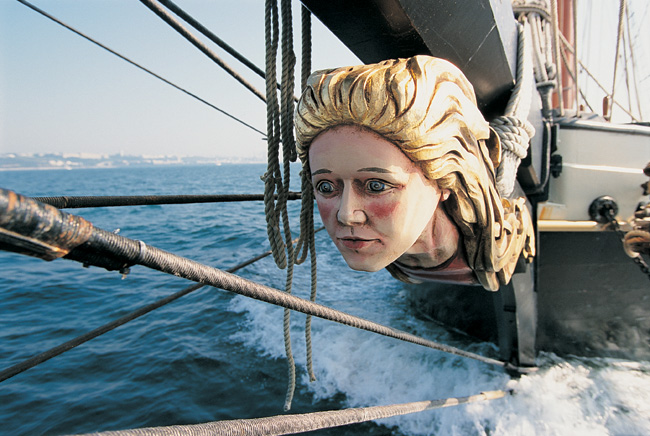
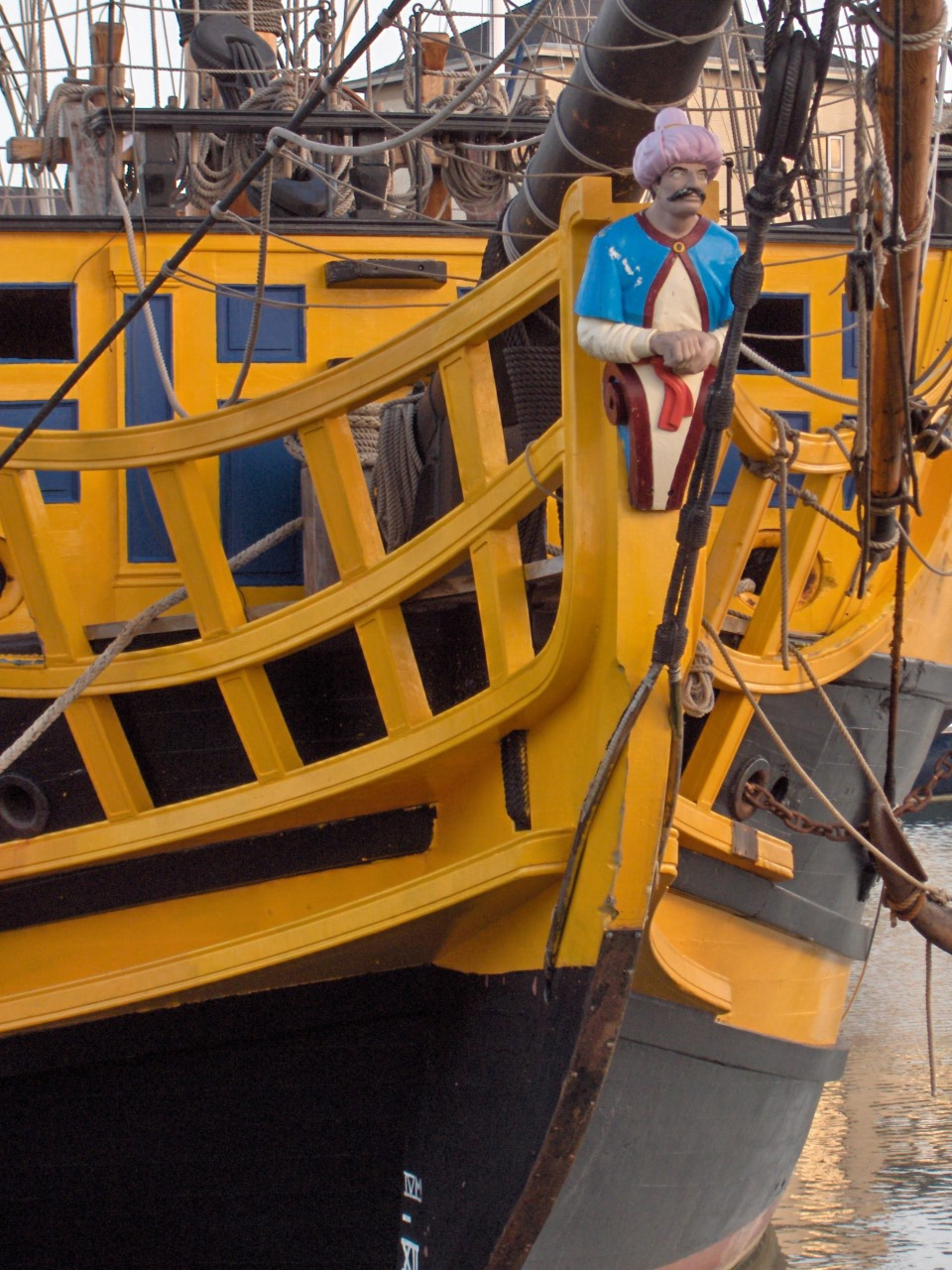
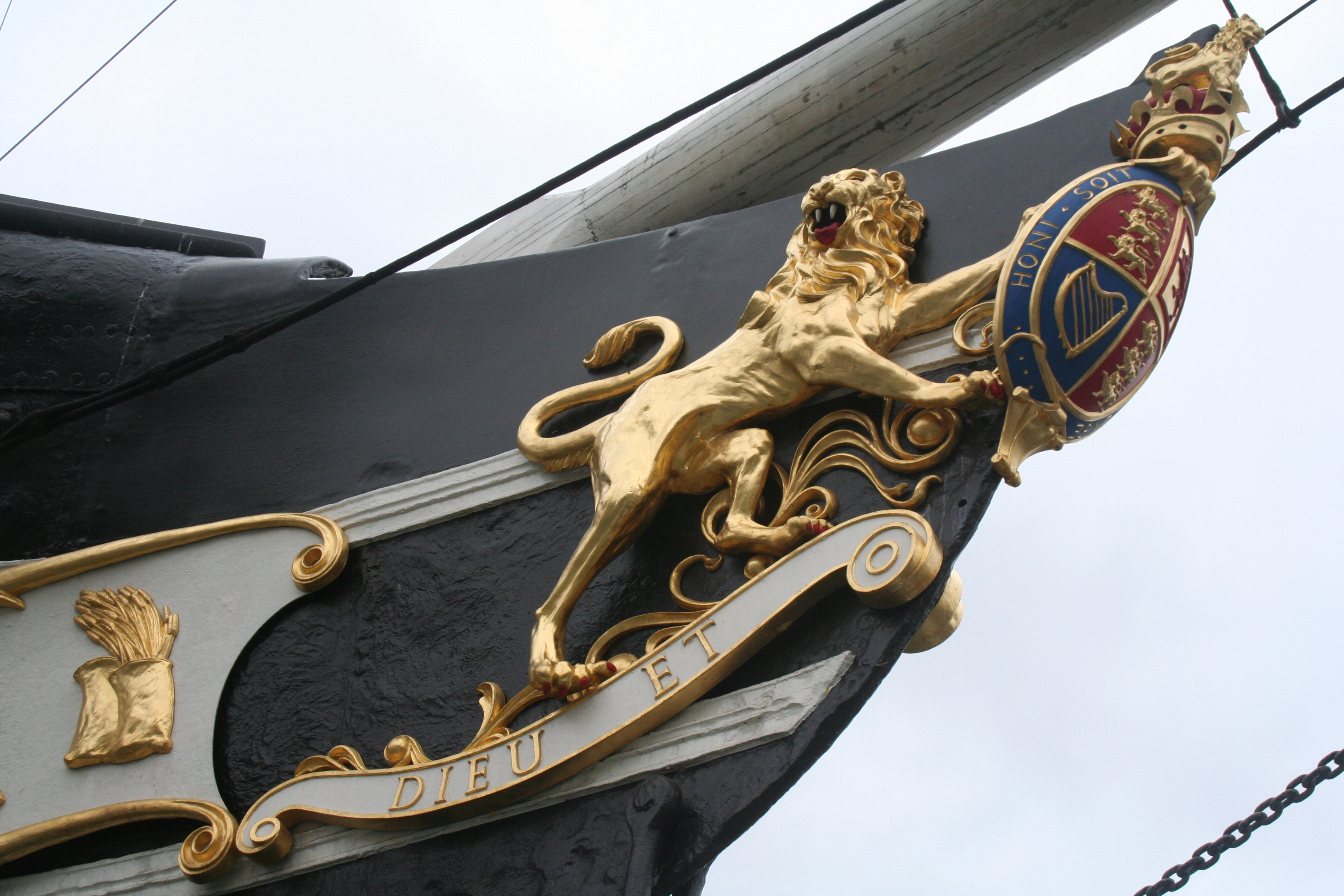